# Спирин, Андрей Фёдорович
Андрей Фёдорович Спирин (1918—1987) — лейтенант Советской Армии, участник Великой Отечественной войны, Герой Советского Союза (1943).

## Биография
Андрей Спирин родился 3 августа 1918 года в селе Куршановичи (ныне — Климовский район Брянской области). Окончил первый курс Бакинского индустриального института. В 1939 году Спирин был призван на службу в Рабоче-крестьянскую Красную Армию. Участвовал в боях советско-финской войны. С начала Великой Отечественной войны — на её фронтах.
К октябрю 1943 года красноармеец Андрей Спирин был пулемётчиком 883-го стрелкового полка 193-й стрелковой дивизии 65-й армии Центрального фронта. Отличился во время битвы за Днепр. 15 октября 1943 года Спирин одним из первых переправился через Днепр в районе села Каменка Репкинского района Черниговской области Украинской ССР и принял активное участие в боях за захват и удержание плацдарма на его западном берегу, лично уничтожил 2 огневые точки.
Указом Президиума Верховного Совета СССР от 30 октября 1943 года красноармеец Андрей Спирин был удостоен высокого звания Героя Советского Союза с вручением ордена Ленина и медали «Золотая Звезда».
После окончания войны Спирин был демобилизован. Проживал в Москве. После окончания Московского медицинского стоматологического института остался в нём преподавать, защитил кандидатскую диссертацию. Скончался 25 ноября 1987 года.
Был также награждён орденами Отечественной войны 1-й степени и Трудового Красного Знамени, рядом медалей.